# Columna de dirección

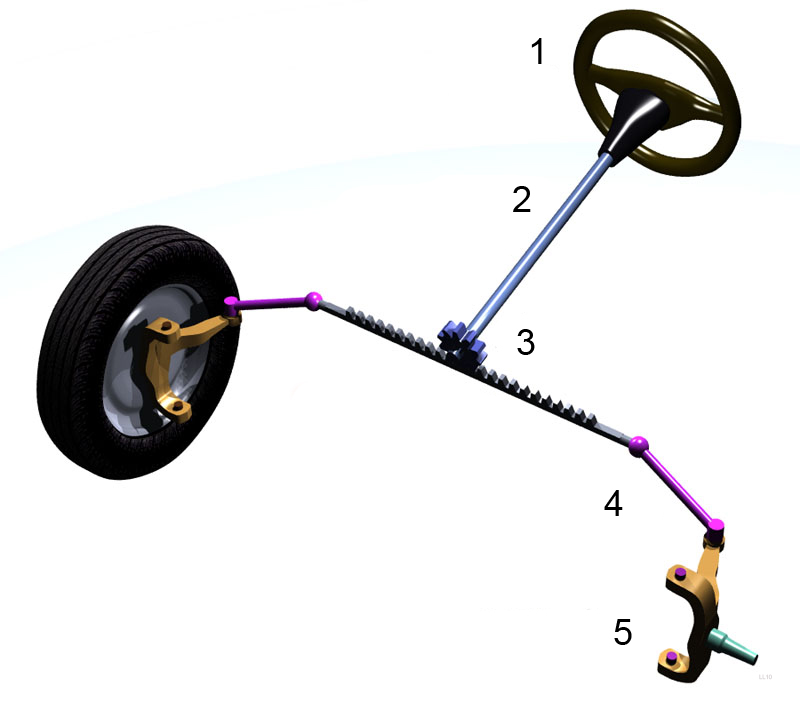
Sistema de dirección:
1) Volante;
2) Columna de dirección;
3) Piñón;
4) Brazo de dirección;
5) Horquilla

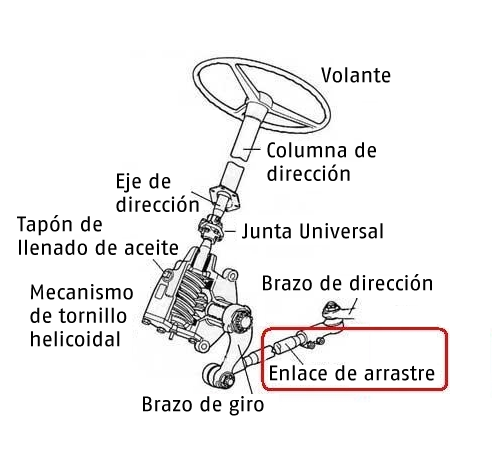
Columna de dirección y enlace con la dirección

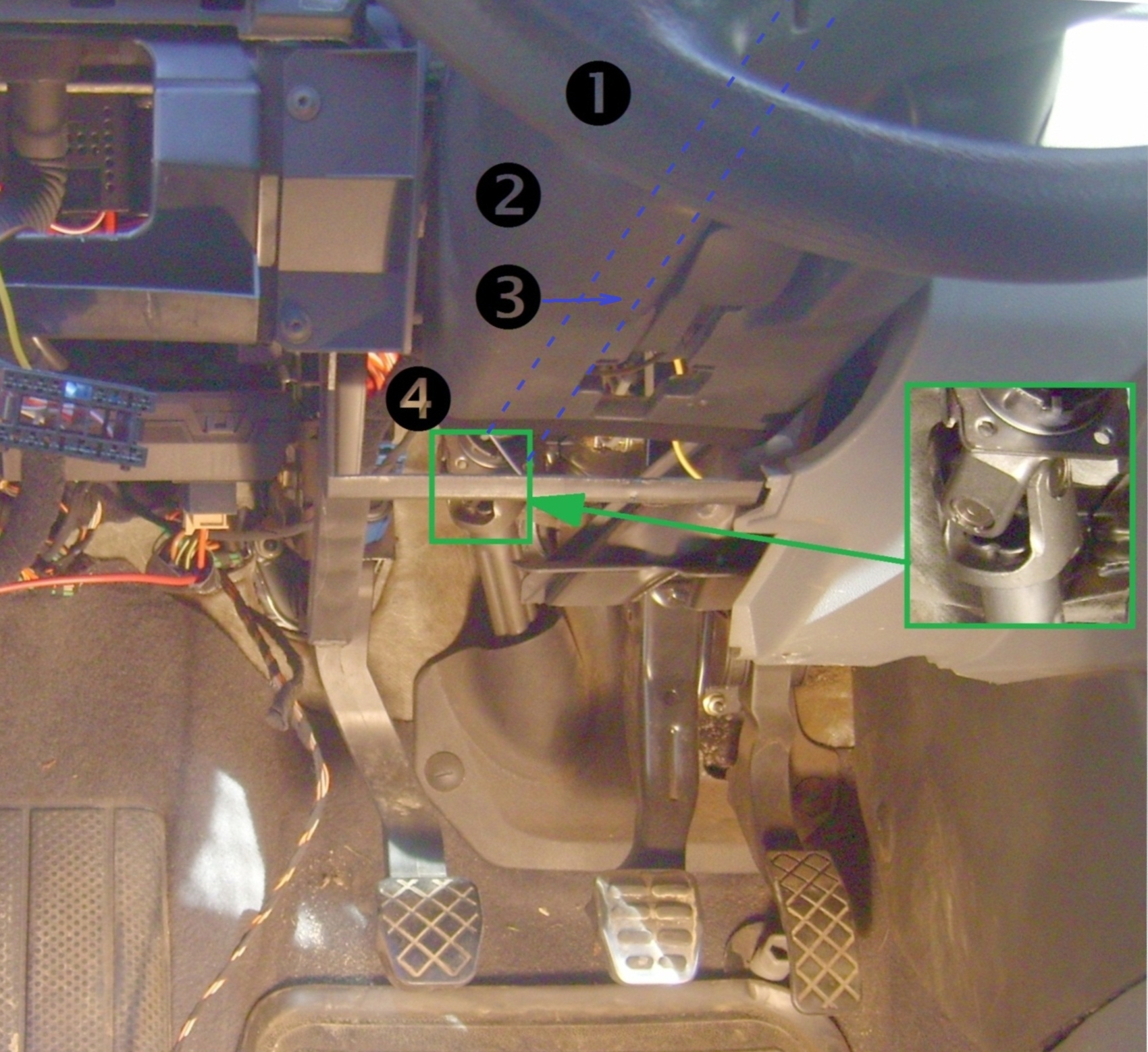
1) Volante
2) Carcasa
3) Columna de dirección (oculta por la carcasa - línea discontinua azul)
4) Junta universal

La columna de dirección automotriz es un dispositivo diseñado principalmente para conectar el volante con el mecanismo de dirección de un vehículo.

## Funciones secundarias
Una columna de dirección también puede realizar las siguientes funciones secundarias:
- Gestión de la disipación de energía en caso de colisión frontal.[2]
- Soporte de montaje para: interruptores multifunción, bloqueo antirrobo de la columna,[3] cableado de la columna, carcasa(s) de la columna, palanca del cambio de marchas, medidores u otros instrumentos, así como del motor eléctrico y las unidades de engranajes que se encuentran de los sistemas de dirección asistida eléctricamente (EPAS) y de dirección por cable (SbW).
- Ajuste (altura y/o longitud) para adaptarse a las preferencias y a la estatura del conductor.[4]

## Bloqueo de dirección
Los vehículos modernos están equipados con un sistema antirrobo que consiste en un bloqueo de la dirección cuando se intenta arrancar el vehículo sin llave. Se instala en la columna de dirección generalmente debajo del volante. La cerradura se combina con el interruptor de encendido y se activa y desactiva mediante una llave de encendido mecánica o electrónicamente en los vehículos con centralita electrónica. Estas cerraduras se introdujeron en muchos productos de General Motors en 1969 (lo que redujo drásticamente los robos de estos modelos de GM), y en los productos de Ford, Chrysler y AMC en 1970.

## Columna colapsable
Un dispositivo común para mejorar la seguridad del automóvil es la columna de dirección colapsable. Está diseñada para plegarse en caso de colisión, con el fin de proteger al conductor. La columna puede colapsar en caso de impacto frontal mediante un anillo insertado entre el eje interno de la columna de dirección y la carcasa externa. Las protuberancias onduladas en el perímetro del anillo de tolerancia actúan como un resorte para mantener las dos partes en su lugar en condiciones normales de conducción. A un nivel específico de fuerza, por ejemplo, en caso de colisión, los anillos permiten que el eje interior se deslice dentro de la carcasa, por lo que la columna puede colapsar y absorber la energía del impacto.
Otra manera de que la columna de dirección impacte contra el conductor en caso de choque es el diseño articulado colapsable, en el que la barra de dirección está subdividida en una serie de barras alineadas paralelamente (en una configuración telescópica), de forma que se superponen unas a otras en caso de colisión, evitando empujar el volante contra el conductor.
En prácticamente todos los vehículos modernos, la sección inferior del eje interior está articulada con un cardán, lo que ayuda a controlar el movimiento de la columna en un impacto frontal y también brinda a los ingenieros libertad para montar el mecanismo de dirección.

## Requisitos reglamentarios
En los Estados Unidos, las columnas de dirección se rigen por varios requisitos reglamentarios federales, en particular los Estándares Federales de Seguridad de Vehículos Motorizados 108, 114 y 208. La directiva china GB15740-2006 obliga a los fabricantes de automóviles chinos a incorporar mecanismos antirrobo en sus vehículos. La Directiva de la Comisión de la Unión Europea 95/56/EC (1995) exige que todos los automóviles exportados a los mercados europeos deben estar equipados con dispositivos de seguridad antirrobo. Esta regulación también requiere que un bloqueo de dirección debe ser capaz de soportar fuerzas de 100 N·m aplicadas al volante sin fallar.